# Phare d'Helnæs
Le phare d'Helnæs (en danois : Helnæs Fyr) est un phare situé sur la péninsule d’Helnæs, en Fionie, au Danemark. Il est situé à Lindehoved, à l’extrémité ouest de la péninsule. Il s’agit d’une tour blanche de 28 m de haut et de section carrée, qui a été construite entre 1900 et 1901 au-dessus des falaises.

## Bâtiment
À l’intérieur, la tour est divisée en plusieurs étages, qui sont éclairés par d’étroites fenêtres. Une plate-forme d’observation en saillie, soutenue par des consoles, entoure la lanterne. Les espaces entre les consoles sont remplis de maçonnerie ornementale en brique rouge. La chambre de la lampe, cylindrique avec un toit conique et une girouette, termine le bâtiment au sommet.

## Fonction
À une hauteur de 30 mètres au-dessus du niveau de la mer, la tour envoie un éclair (lumière plus courte que la phase sombre) sur le Petit Belt, qui atteint environ 16 milles marins. L’ouverture est spécifiée comme 5505 cd. Les couleurs de la lumière sont blanc, rouge et vert. Le cycle est répété toutes les 5 secondes. Aujourd’hui, des diodes électroluminescentes sont utilisées pour les lumières rouge et verte. Auparavant, la lumière blanche était filtrée avec du verre coloré, ce qui entraînait une perte d’intensité lumineuse. Avant l’électrification, la lumière était initialement produite par un brûleur à 5 mèches, mais celui-ci a été remplacé en 1907 par un manchon à incandescence alimenté au pétrole.